# 브라키케라톱스
브라키케라톱스(Brachyceratops)('짧은 뿔 달린 얼굴')는 미국 몬태나 주 백악기 후기 지층에서 발견된 어린 개체 골격의 일부로 알려진 각룡류 공룡의 한 속으로 의문명이다.
브라키케라톱스는 어린 개체의 화석들에 기반해 명명되었는데 그 중 한 표본은 후일 루베오사우루스 오바투스로 재명명되었다.

## 발견과 종
모식종인 브라키케라톱스 몬타넨시스Brachyceratops montanensis)는 몬태나 주 북부 티턴 카운티 블랙풋 인디언 보호구역의 투메디신 층 (샹파뉴절, 7400만년의 연대)에서 처음 발견되었다. 1913년 8월에 찰스 휘트니 길모어와 그의 조수인 J.F. 스트레이어가 최초로 발견하여 1년 후 길모어가 명명하고 보고하였다. 속명은 "짧다"는 의미의 그리스어 브라키스 βραχύς 와 "뿔"이라는 의미의 케라스 κέρας, 그리고 "얼굴"이라는 의미의 옵스 ὤψ를 조합한 것으로 주둥이가 짧은 것에서 유래했다. 종명은 화석이 발견된 몬태나 주의 이름을 땄다.

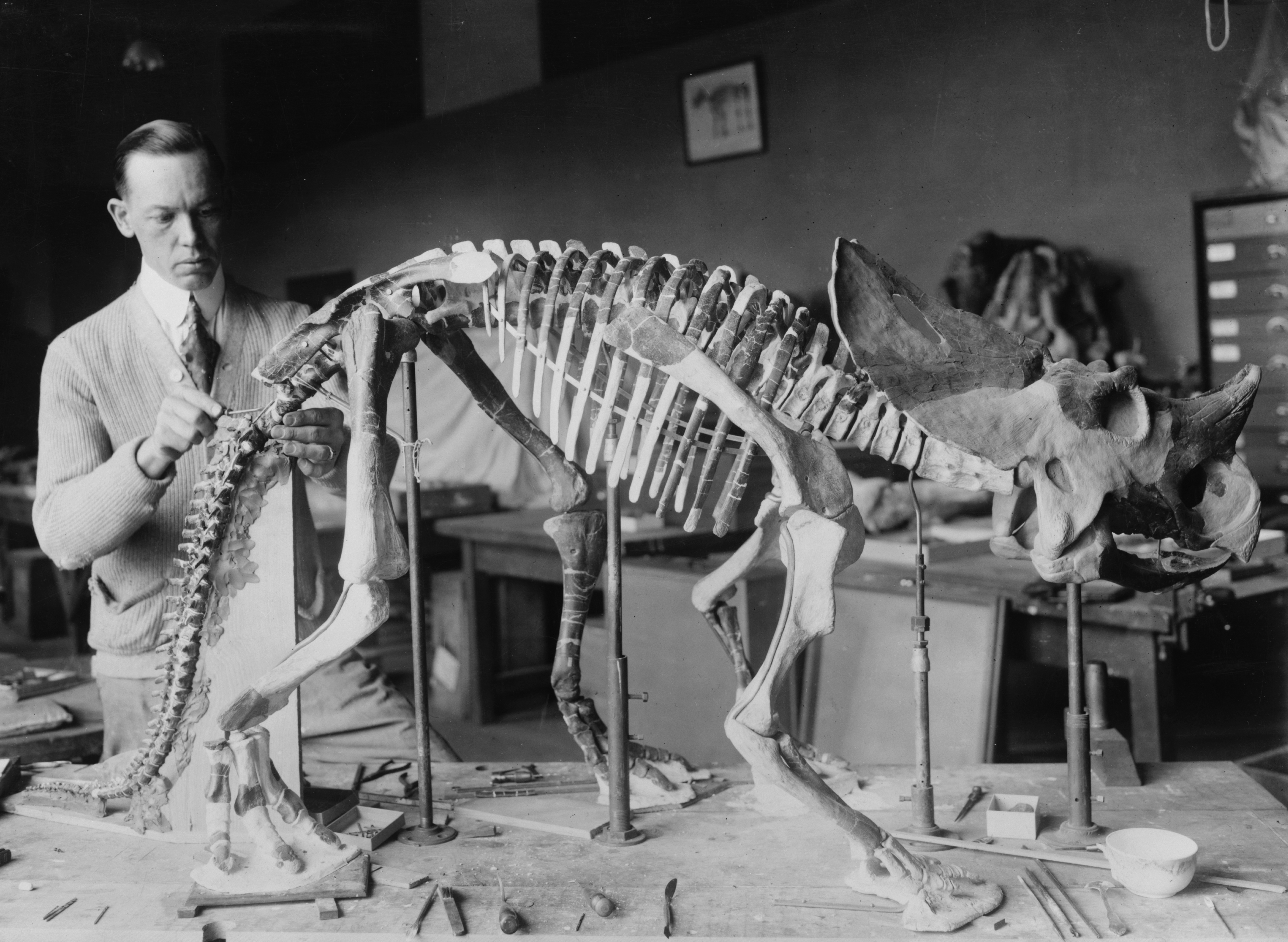
스미소니언 박물관에 전시될 표본을 노만 로스가 최종 손질하고 있다.

발견된 것은 불완전하고 뒤죽박죽이 된 다섯 마리의 어린 개체들이 전부로 몸길이는 약 1.5m 정도였다. 이 어린 개체들은 한 둥지에서 태어나 같이 자랐을 거라고 짐작할 수 있다. 완모식표본은 USNM 7951로 불완전한 두개골이다. 부모식표본은 USNM 7952 의 주둥이, USNM 7953 의 골격 일부와 두개골, 그리고 USNM 7957 인 발 등이 있다. 각각 분리된 표본들이지만 보존상태는 좋다. 1917년에 길모어는 브라키케라톱스에 대한 전문논문 (monograph) 을 발표했는데 여기에서는 골격 전체를 재구성한 복원도가 실렸다.
1939년에 길모어는 위의 표본들보다 큰 아성체 표본 USNM 14765를 브라키케라톱스로 분류했다. 모든 표본들은 현재 워싱턴 D.C.에 위치한 스미소니언 연구소에 보관되어 있으며 복원된 전체 골격도 이곳에 전시되어 있다.
브라키케라톱스의 표본으로는 다섯 마리의 어린 개체만 - 원래 표본이 발견된 곳에서 1.6 km 떨어진 위치에서 발견된 아성체의 표본도 있지만 - 알려져 있었기 때문에 오랫동안 아마도 다른 켄트로사우루스아과 각룡류 공룡의 미성숙한 형태일 것일 가능성이 높다고 생각되어왔다. 모노클로니우스가 가장 유력한 후보였다. 하지만 2011년까지 발표된 몇몇 연구에 의해 이 중 한 표본인 USNM 14765는 충분히 성장한 상태라서 다른 근연종들과 비교할 수 있다는 것이 밝혀졌는데, 이 표본은 후에 루베오사우루스라고 명명된 공룡의 어린 개체로 판명되었다.

## 두개골

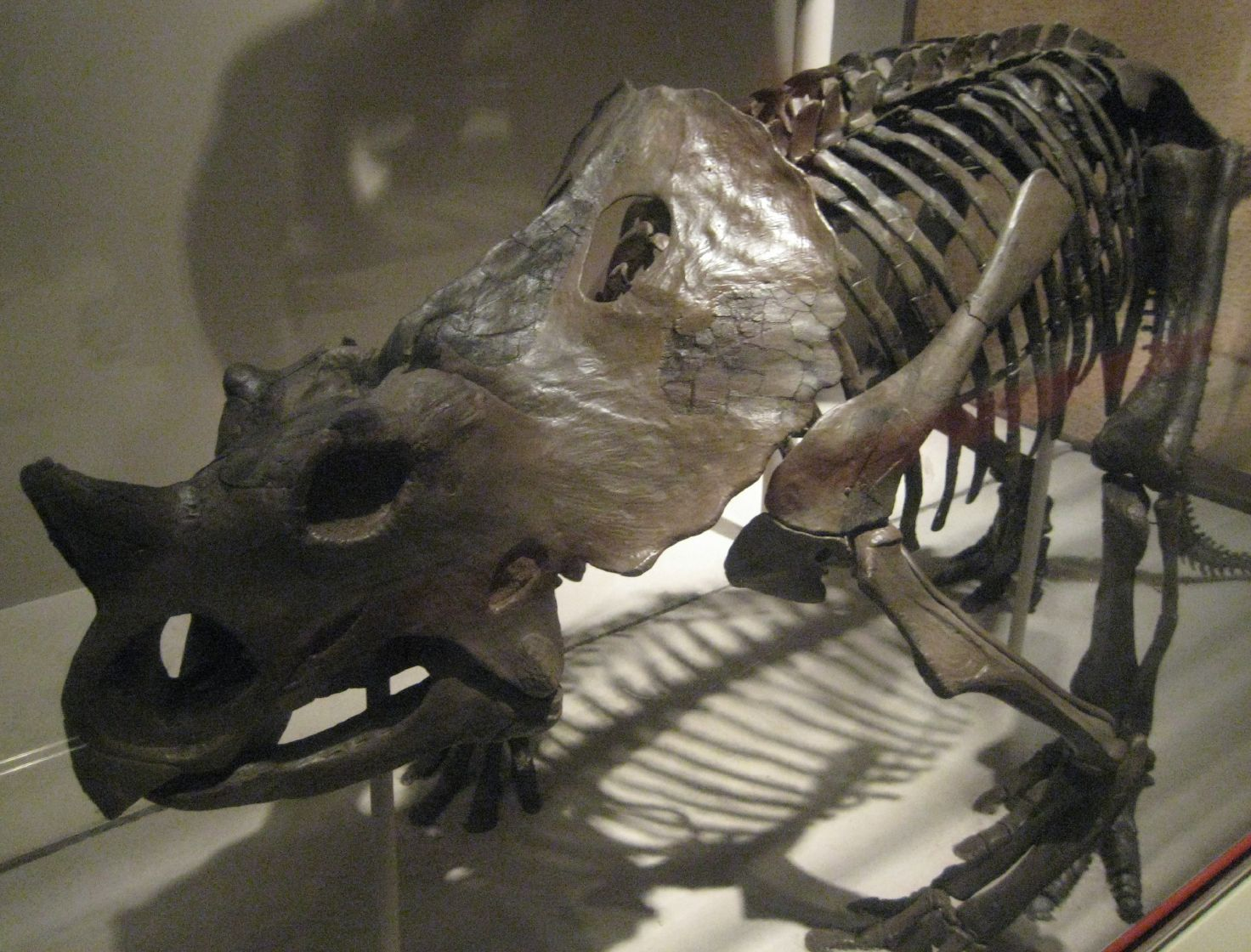
스미소니언 연구소에 전시된 골격

최초에 발견된 다섯 개의 표본 중에서 두개골은 몸통과 분리되어 일부가 유실된 상태로 세 개가 발견되었다. 그럼에도 불구하고 이 두개골에서 눈 위에 트리케라톱스의 것과 같은 완전한 뿔 대신에 작은 돌기에 가까운 것만이 있다는 것을 알 수 있었다. 코 위의 뿔은 굵고 낮게 위치하고 있었으며 목의 프릴은 어느 정도 컸다. 불행히도 이 표본들은 불완전해서 어떤 각룡류 공룡들처럼 프릴의 마루뼈에 구멍이 있었는지는 알 수 없다.

## 분류

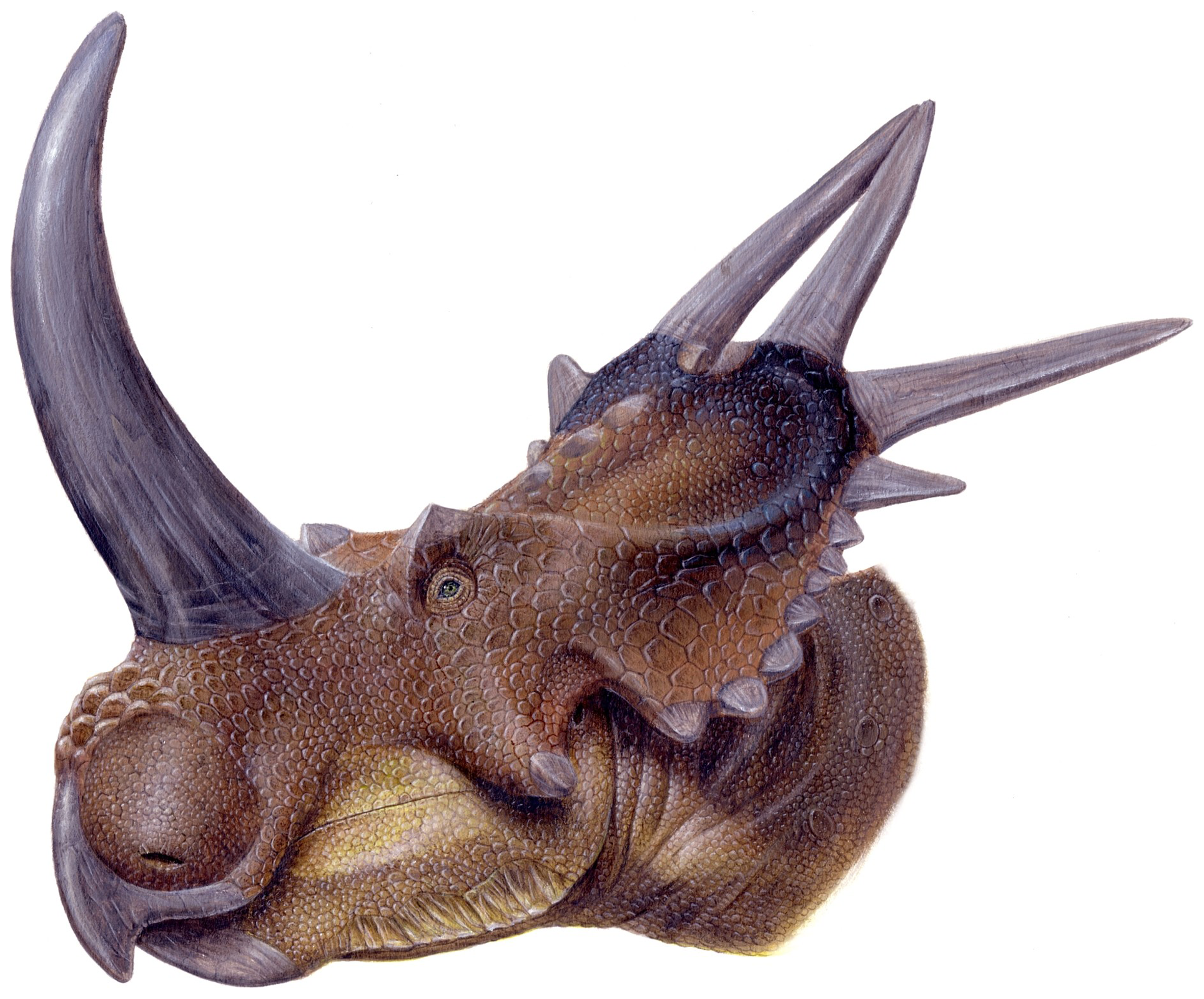
루베오사우루스 오바투스를 성체로 재구성한 복원도.

브라키케라톱스는 켄트로사우루스아과에 속하지만 어린 개체의 표본들만 알려져 있기 때문에 정확한 위치는 정하기 힘들다. 1997년에 스코트 샘슨과 동료들은 브라키케라톱스를 다시 조사하고 각룡류를 구분해주는 많은 특징들은 성체가 된 이후에야 나타나기 때문에 이것이 이미 알려진 켄트로사우루스아과 공룡의 어린 형태인 것이 거의 확실하다고 지적했으나 켄트로사우루스아과 중에서 정확히 어떤 공룡인지는 결정할 수 없었고, 이들은 브라키케라톱스를 의문명으로 분류했다. 2007년에 마이클 J. 라이언과 동료들은 브라키케라톱스가 스티라코사우루스 오바투스 (Styracosaurus ovatus)의 어린 개체일 것이라고 주장했는데 이 종은 후에 루베오사우루스로 재분류되었다. 2011년의 연구에서는 이 생각을 뒷받침하여 브라키케라톱스의 가장 성숙한 표본인 USNM 14765 이 다른 켄트로사우루스아과의 공룡에서는 찾아볼 수 없는, 루베오사우루스만의 파생형질 (apomorphy), 즉 새로 진화된 특징을 보여주고 있다는 사실을 밝혔다. 또, 같은 연구에서 브라키케라톱스의 완모식표본이 너무 불완전하고 어린 개체이기 때문에 종을 결정지을 만한 파생형질을 찾아볼 수 없고, 따라서 브라키케라톱스는 루베오사우루스에 대해 우선권을 가지는 동물이명이 아니라 의문명으로 간주되어야 한다고 주장했다.